# Jules de Vinck
Jules Ferdinand Louis de Vinck (Brussel, 29 december 1813 - Zillebeke, 3 september 1878) was een Belgisch politicus.

## Biografie

### Familie
Jules de Vinck behoorde tot de Antwerpse adellijke en notabele familie De Vinck en werd in 1846 erkend in de erfelijke adel met de titel baron overdraagbaar bij eerstgeboorte, in 1871 uitgebreid tot alle afstammelingen. Hij was een zoon van Louis de Vinck, gouverneur van Antwerpen, en Henrietta du Bois, zus van baron Ferdinand du Bois, lid van het Nationaal Congres en senator.
Hij trouwde in 1837 in Antwerpen met Louise Moretus (1809-1840), kleindochter van Lodewijk Colen de Bouchout, en hertrouwde in 1851 in Antwerpen met Louise Huughe de Peutevin (1827-1864), kleindochter van Charles Huughe de Peutevin. Uit het tweede huwelijk sproten drie zoons:
- baron Alfred de Vinck de Winnezeele (1852-1914), gemeenteraadslid van Zillebeke en Antwerpen en senator, trouwde in 1876 in Antwerpen met Charlotte Cogels (1851-1925), dochter van John Cogels, schepen van Antwerpen en senator. Ze kregen zeven zoons, met afstammelingen tot heden.
- baron Georges de Vinck (1854-1924), burgemeester van Bossière en provincieraadslid van West-Vlaanderen, trouwde in 1880 in Antwerpen met Hélène de Meester (1860-1884), dochter van jhr. Athanase de Meester, senator. Ze kregen een zoon, met afstammelingen tot heden. Hij hertrouwde in 1886 in Brussel met Marie de la Barre d'Erquelinnes (1861-1944). Ze kregen drie zoons en vier dochters, met afstammelingen tot heden.
- baron Gaston de Vinck (1855-1927), burgemeester van Zillebeke en senator, trouwde in 1888 in Antwerpen met Elisa Osterrieth (1868-1893), dochter van Jacques Osterrieth, handelaar. Ze kregen een zoon en een dochter, met afstammelingen tot heden. In 1894 hertrouwde hij in Brasschaat met haar zus Florence Osterrieth (1873-1958). Ze kregen twee zoons en drie dochters, met afstammelingen tot heden.

Hij was een schoonbroer van baron Louis Gericke van Herwijnen, Nederlands diplomaat en minister van Buitenlandse Zaken, en ridder Louis Powis de Tenbossche, burgemeester van Eppegem, provincieraadslid van Brabant en volksvertegenwoordiger.

### Loopbaan
De Vinck promoveerde tot doctor in de rechten en was schepen van Antwerpen en bestendig afgevaardigde van de provincie Antwerpen.